# 古埃克斯
古埃克斯（法語：Gouex，法語發音：[gwɛks]）是法国新阿基坦大区维埃纳省的一个市镇，属于蒙莫里永区。

## 地名
该地名“Gouex”发音为[gwɛks]，末尾字母“x”发音，《世界地名译名词典》将其误译作“古埃”。

## 地理
古埃克斯（46°21'58"N, 0°41'25"E）面积18.16 平方千米，位于法国新阿基坦大区维埃纳省，该省份为法国中西部省份，北起曼恩-卢瓦尔省和安德尔-卢瓦尔省，西接德塞夫勒省，南至夏朗德省，东南接上维埃纳省，东临安德尔省。
与古埃克斯接壤的市镇（或旧市镇、城区）包括：布雷斯、吕萨克堡、马兹罗勒、佩尔萨克、科村。
古埃克斯的时区为UTC+01:00、UTC+02:00（夏令时）。

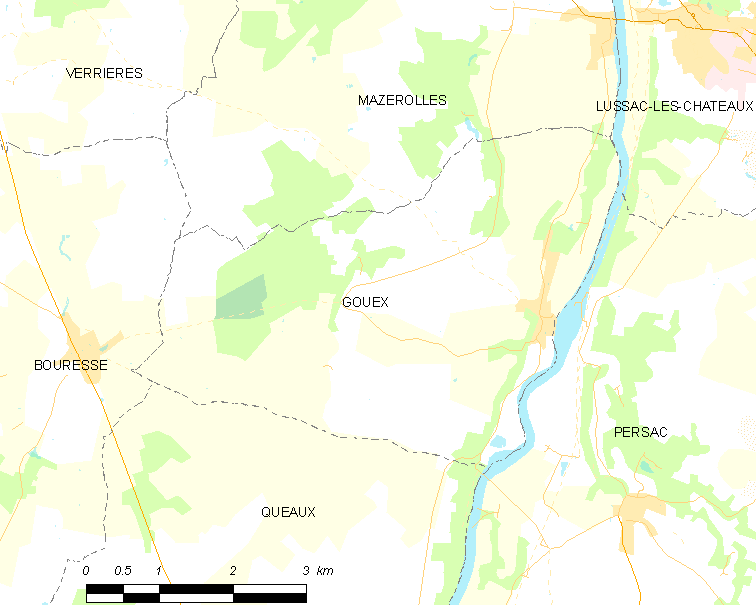
古埃克斯的OSM定位图

## 行政
古埃克斯的邮政编码为86320，INSEE市镇编码为86107。

## 政治
古埃克斯所属的省级选区为吕萨克堡县。

## 人口

1962-2008年间古埃克斯人口变化图示

古埃克斯于2022年1月1日时的人口数量为473人。